# Chlorota chavezlopezi
Chlorota chavezlopezi är en skalbaggsart som beskrevs av Soula 2006. Chlorota chavezlopezi ingår i släktet Chlorota och familjen Rutelidae. Inga underarter finns listade i Catalogue of Life.